# 앤서니 맨

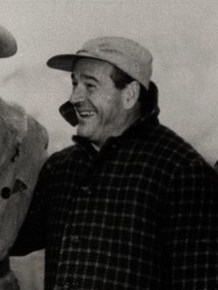

앤서니 맨(영어: Anthony Mann, 1906년 6월 30일 ~ 1967년 4월 29일)는 미국의 영화 감독이다.
샌디에이고에서 태어났으며 베를린에서 사망하였다. 사인은 심근 경색이다.

## 영화
- 텔레마크 요새의 영웅들 (1965년)
- 로마 제국의 멸망 (1964년)
- 엘 시드 (1961년)
- 시머론 (1960년)
- 가즈 리틀 에이커 (1958년)
- 서부의 사나이 (1958년)
- 낙동강전투 최후의 고지전 (1957년)
- 가슴에 빛나는 별 (1957년)
- 세레나데 (1956년)
- 라라미에서 온 사나이 (1955년)
- 전략 공군 사령부 (1955년)
- 머나먼 서부 (1954년)
- 글렌 밀러 스토리 (1954년)
- 에어 코만도 (1953년)
- 운명의 박차 (1953년)
- 분노의 강 (1952년)
- 톨 타겟 (1951년)
- 지옥문을 열어라 (1950년)
- 사이드 스트리트 (1950년)
- 격노 (1950년)
- 윈체스터 73 (1950년)
- 보더 인시던트 (1949년)
- 조용히 나를 따라와요 (1949년)
- 히 워키드 바이 나이트 (1948년)
- 로 딜 (1948년)
- 티-멘 (1947년)
- 레일로디드 (1947년)
- 마이 베스트 갤 (1944년)
- 닥터 브로드웨이 (1942년)